# Krista Siegfrids
Kristin "Krista" Siegfrids (Kaskinen, 1985. december 4. –) finn énekes és dalszerző. Ő képviselte Finnországot a 2013-as Eurovíziós Dalfesztiválon a Marry Me című dalával, amellyel a huszonnegyedik helyen végzett a döntőben. Debütáló albuma, a Ding Dong!, 2013 májusában jelent meg. Műsorvezetőként 2016 és 2020 között az Uuden Musiikin Kilpailu finn eurovíziós nemzeti válogatóműsor házigazdája volt.

## Élete
Kristin Siegfrids, művésznevén Krista, 1985-ben született Nyugat-Finnországban. Három testvére van. Családja a nyugat-finnországi kaskineni svéd ajkú kisebbségéhez tartozik. Anyanyelve a svéd, de folyékonyan beszél finnül és angolul is. Vaasában tanult tanárnak. Az énekesnőnek három testvére van.

## Pályafutás

### 2009–2012: Daisy Jack és a The Voice
Siegfrids 2009-ben kezdte pályafutását a Daisy Jack nevű zenekarával. Első kislemezük, a Perfect Crime 2011 októberében jelent meg. Első zenés színházi szerepét a Play Me című musicalben kapta (2009–2010) a helsinki Svéd Színházban. Következő nagy lépése a Muskettisoturit című rockmusical volt 2011-ben a finn Peacock Színházban. Részt vett a The Voice of Finland első évadában (2011–2012), ahol az elődöntőben esett ki.

### 2013–2015: Eurovíziós Dalfesztivál és Ding Dong!
Krista az Uuden Musiikin Kilpailu 2013-as kiadásának a nyertese lett a Marry Me című dalával, így képviselhette Finnországot a 2013-as Eurovíziós Dalfesztiválon, Malmöben. A fellépés során egy női táncosával váltott csókot a színpadon, ezzel támogatva az azonos neműek házasságának legalizálását Finnországban. A döntőben a huszonhat induló közül a huszonnegyedik helyen végzett 13 ponttal. Fellépése körül egy kisebb botrány is kialakult: Törökország a hírek szerint emiatt nem sugározta a versenyt, Kína pedig cenzúrázta a csókot a közvetítésből.
Debütáló albuma, a Ding Dong! 2013. május 10-én jelent meg. Még ebben az évben szerepelt a brit Big Brother kísérőműsorában, és fellépett a Sopoti Fesztiválon is. 2015-ben a bécsi Eurovíziós Dalfesztivál döntőjében ő volt a finnországi szavazatok szővivője.

### 2016–napjainkig: Melodifestivalen és UMK
2016-tól műsorvezetője lett az Uuden Musiikin Kilpailu finn eurovíziós nemzeti válgoatóműsornak, miközben részt vett a svéd Melodifestivalen válogatóiban is: előbb 2016-ban (Faller), majd 2017-ben (Snurra min jord), de egyszer sem jutott tovább a döntőbe. 2016-ban szerződést írt alá a Universal Music Swedennel. A 2021-es Eurovíziós Dalfesztiválon a verseny hivatalos YouTube-csatornáján futó Krista Calling című backstage sorozat házigazdája volt.

## Magánélet
2017 és 2019 között házasságban élt Janne Grönroos finn rádiós műsorvezetővel és humoristával. 2020 óta Amszterdamban él holland párjával, első gyermekük 2020-ban született. They have a daughter born in 2020.

## Diszkográfia

### Albumok
- Ding Dong! (2013)

### Kislemezek
- Marry Me (2013)
- Amen! (2013)
- Can You See Me? (2013)
- Cinderella (2014)
- On & Off (2015)
- Better On My Own (2015)
- Faller (2016)
- Be Real (2016)
- Snurra min jord (2017)
- 1995 (2017)
- Let It Burn (2019)